# Burgstraat (Brugge)

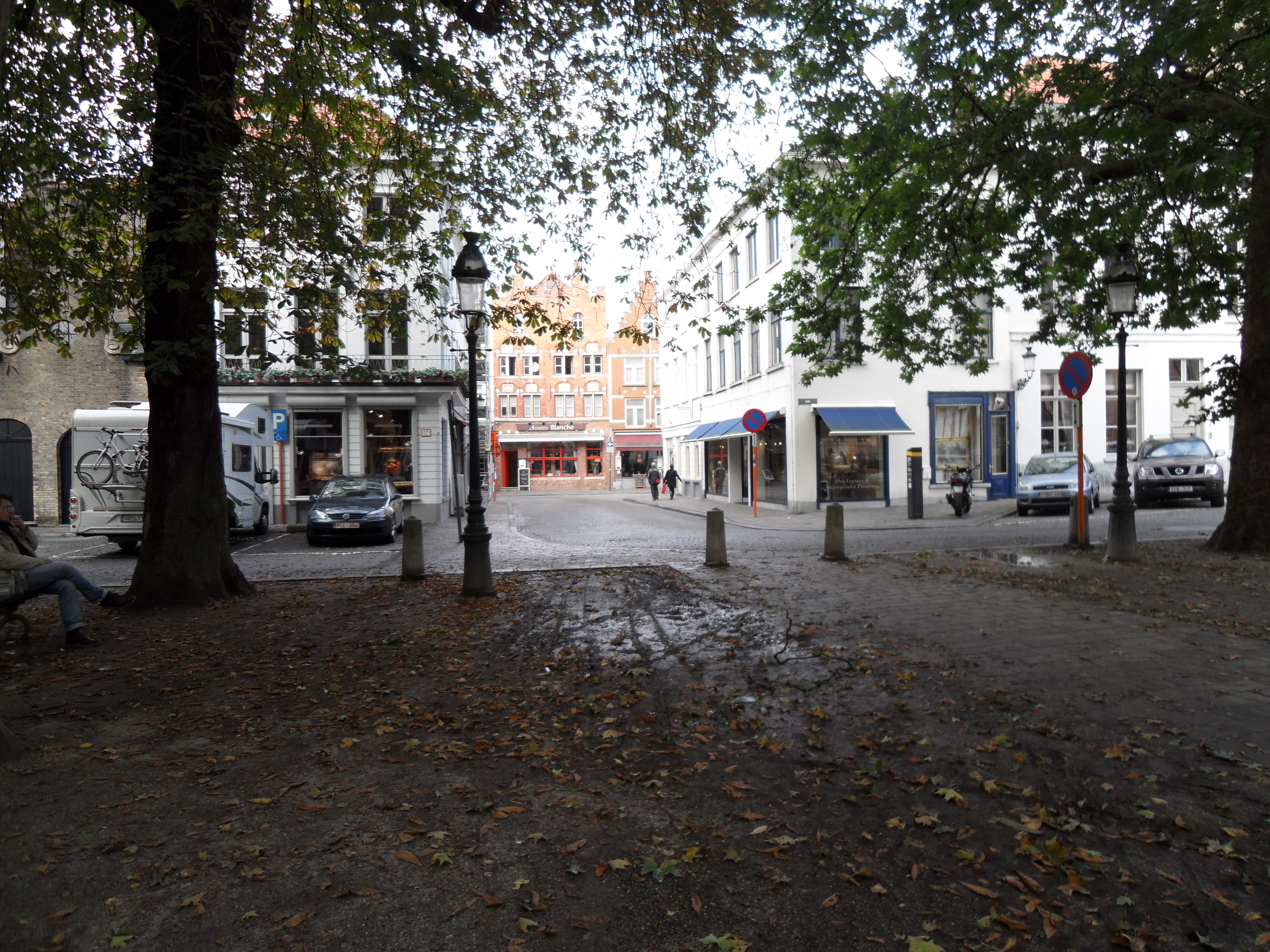
De Burgstraat, gezien van op de Burg

De Burgstraat ligt in het hart van de stad Brugge.

## Beschrijving
Toen in het begin van de 19de eeuw de Sint-Donaaskathedraal werd afgebroken, kwam er een opening tussen het Burgplein en de Philipstockstraat. Er werd een korte straat aangelegd waarlangs een paar huizen aan weerszijden werden gebouwd. Logischerwijs werd deze de Burgstraat genoemd.